# San Isidro, Tepetlixpa
San Isidro är en ort i Mexiko.   Den ligger i kommunen Tepetlixpa och delstaten Mexiko, i den sydöstra delen av landet, 50 km sydost om huvudstaden Mexico City. San Isidro ligger 2 356 meter över havet och antalet invånare är 147.
Terrängen runt San Isidro är huvudsakligen kuperad, men den allra närmaste omgivningen är platt. Terrängen runt San Isidro sluttar söderut. Runt San Isidro är det tätbefolkat, med 257 invånare per kvadratkilometer. Närmaste större samhälle är Ozumba de Alzate, 3,4 km öster om San Isidro. I omgivningarna runt San Isidro växer huvudsakligen savannskog.